# Dragovići (Vrbovsko)
Dragovići su naselje u Hrvatskoj u sastavu Grada Vrbovskog. Nalaze se u Primorsko-goranskoj županiji.

## Zemljopis
Sjeverozapadno su Bunjevci i Vukelići, zapadno-jugozapadno su Nikšići, jugozapadno su Moravice i Donji Vučkovići, južno su Dokmanovići, jugoistočno su Jakšići.

## Stanovništvo
| broj stanovnika |       |       | 77    | 63    | 79    | 72    | 75    | 70    | 48    | 10    | 14    | 17    | 10    | 8     | 4     | 6     | 6     |
|                 | 1857. | 1869. | 1880. | 1890. | 1900. | 1910. | 1921. | 1931. | 1948. | 1953. | 1961. | 1971. | 1981. | 1991. | 2001. | 2011. | 2021. |